# 岩倉市立岩倉東小学校
岩倉市立岩倉東小学校（いわくらしりついわくらひがししょうがっこう）は、愛知県岩倉市にある公立小学校。

## 校区
- 中本町（南葭原、東葭原、南加路桶、葭原（一部））、東町（仙奈、掛目）、下本町（燈明庵）、東新町、八剱町（脇之本）であり、岩倉市立南部中学校に進学する[1]。
- 校区内にはUR賃貸住宅の岩倉団地がある。また、岩倉市内の小学校では外国籍の児童が最も多く、これらの児童のための学校生活適応教室、日本語教室も行われている。

## 沿革
岩倉東小学校は、岩倉団地の開発に伴い設置された小学校である。
- 1964年（昭和39年） - 日本住宅公団により公団住宅の岩倉団地が開発が始まる。これにより岩倉町立岩倉北小学校の児童数が今後著しく増加することが予想され、新たな小学校の設置が決まる。
- 1966年（昭和41年）
  - 4月1日 - 岩倉町立岩倉東小学校として開校。
  - 4月5日 - 開校式を行う。
- 1969年（昭和44年）6月26日 - プールが完成する。
- 1971年（昭和46年）12月1日 - 丹羽郡岩倉町が市制施行し岩倉市が発足。同時に岩倉市立岩倉東小学校に改称する。

## 交通アクセス
- 名鉄バス岩倉線「葭原」バス停より徒歩約20分。

名鉄犬山線岩倉駅より、65系統「小牧駅（小牧市役所前経由）」行。
名鉄小牧線小牧駅より、65系統「岩倉駅（小牧市役所前経由）」行。
- 名鉄バス岩倉線「岩倉団地」バス停より徒歩約20分。

名鉄犬山線岩倉駅より、61系統「小牧駅（桜井経由）」行、63系統「小牧駅（小牧市民病院前経由）」行。※62系統「住友理工前」行もあるが、1日1本のみである。
名鉄小牧線小牧駅より、61系統「岩倉駅（桜井経由）」行、63系統「小牧駅（桜井経由）」行。
- 名鉄バス間内・岩倉線「岩倉団地西」バス停より徒歩約22分。

名鉄犬山線岩倉駅より、69系統「名鉄間内駅」行。
名鉄小牧線間内駅より、69系統「岩倉駅」行。